# Ахвледиани (княжеский род)

Герб рода Ахвледиани

Ахвледиа́ни (груз. ახვლედიანი) — грузинская фамилия.

### Происхождение фамилии

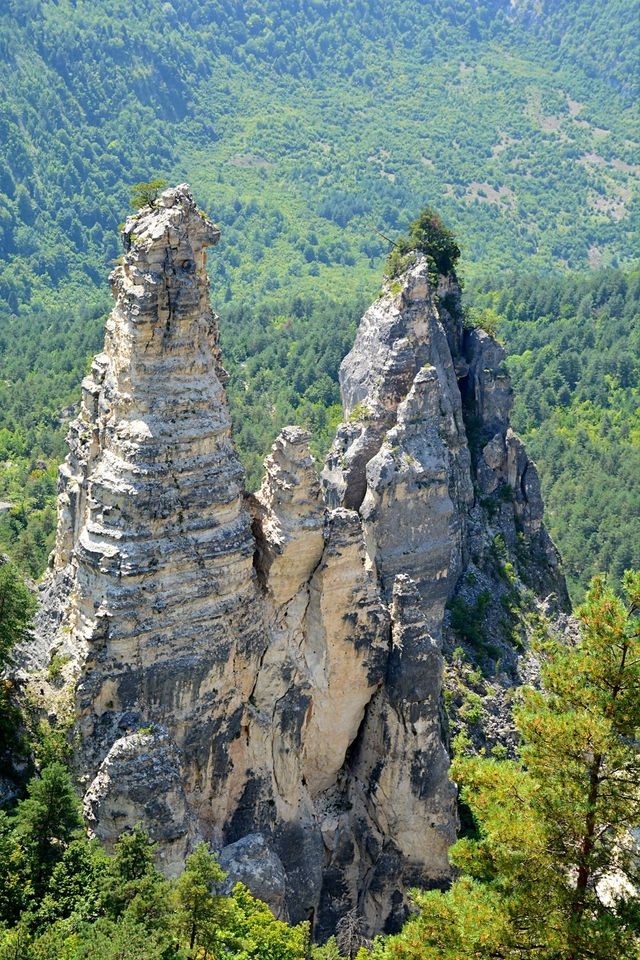
Колонны Саирме

Старинная фамилия Ахвледиани возникла в эпоху раннего феодализма и в VI-VII веках сформировалась уже окончательно. Этимология происхождения связана со сванским собственным именем Ахвилд (Ахавилд), но с приложением суффикса «иани»-получила грузинскую фамилию Ахвледиани. Представители этой фамилии владели достаточно весомыми титулами. Историческое место возникновения рода - Лечхуми. В Лечхуми существует крепость Ахвледиани – «Кахвилдаш», что означает «каменный».
Сванское происхождение имеют некоторые лечхумские топонимические (Элии, Лаилаши, Лешкаши, Окуреши, Лабдаши, Чхудуаши) и ономастические (Бурджаниани, Гасвиани, Гвишиани, Гургучиани, Геловани, Леквехелиани, Давитулиани, Чхетиани, Ахвледиани) термины. 

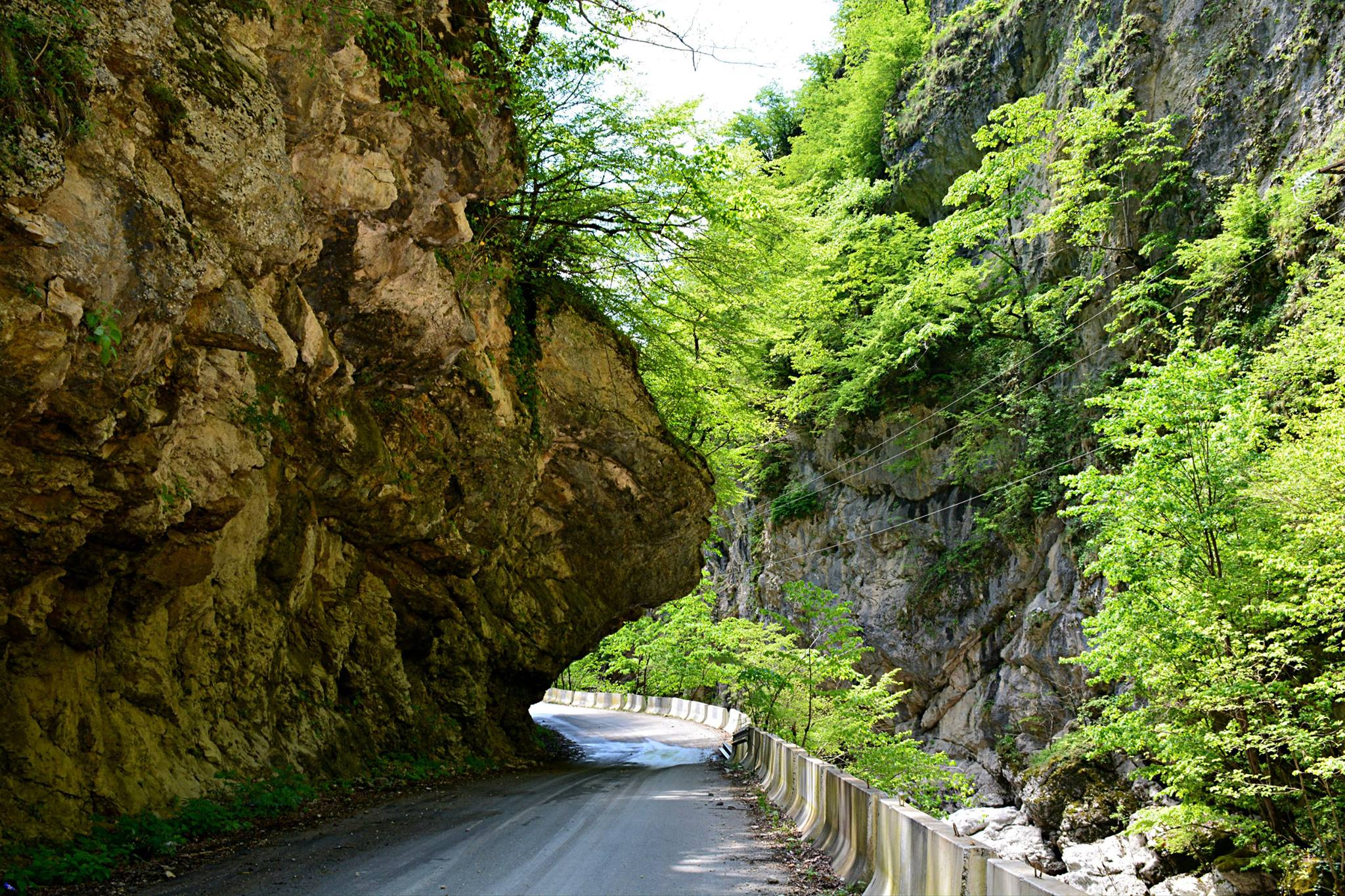
Каменистый перевал Орпири

### Первые упоминания в источниках
Самый старинный документ, в котором встречается фамилия Ахвледиани -это «Книга милости» (Дарственная книга) 1639—1659 годов, составленная по приказу Александра III для Гиоргия и Хосии Ахвледиани, которая хранилась в документах Цагерского Храма, копия печатается в музее Азии Петербурга. Документ гласит: «Так … „Книга Милости“… коронованного царя господина Александра, пожалованная Гиоргию и Хосии Ахвледианам, для детей наших и будущих и за самоотверженное служение. Мольбу Вашу выслушали и пожаловали: крепость Гвириши с гвиришским крестьянином, село Цхукушери целое, нетронутое, Твиши…».
Хосиа Ахвледиани хорошо известен в грузинской истории. Он был современником имеретинского царя Баграта V. Хосиа скрывал у себя скинутого с трона Дареджан Кахетинской законного царя Баграта. По одной из версий, Хосиа Ахвледиани вместе с Сехнией Чхеидзе и Гедеоном Лорткипанидзе стал во главе заговора против царицы. По заранее разработанному плану, Хосиа с соратниками убили Дареджан.

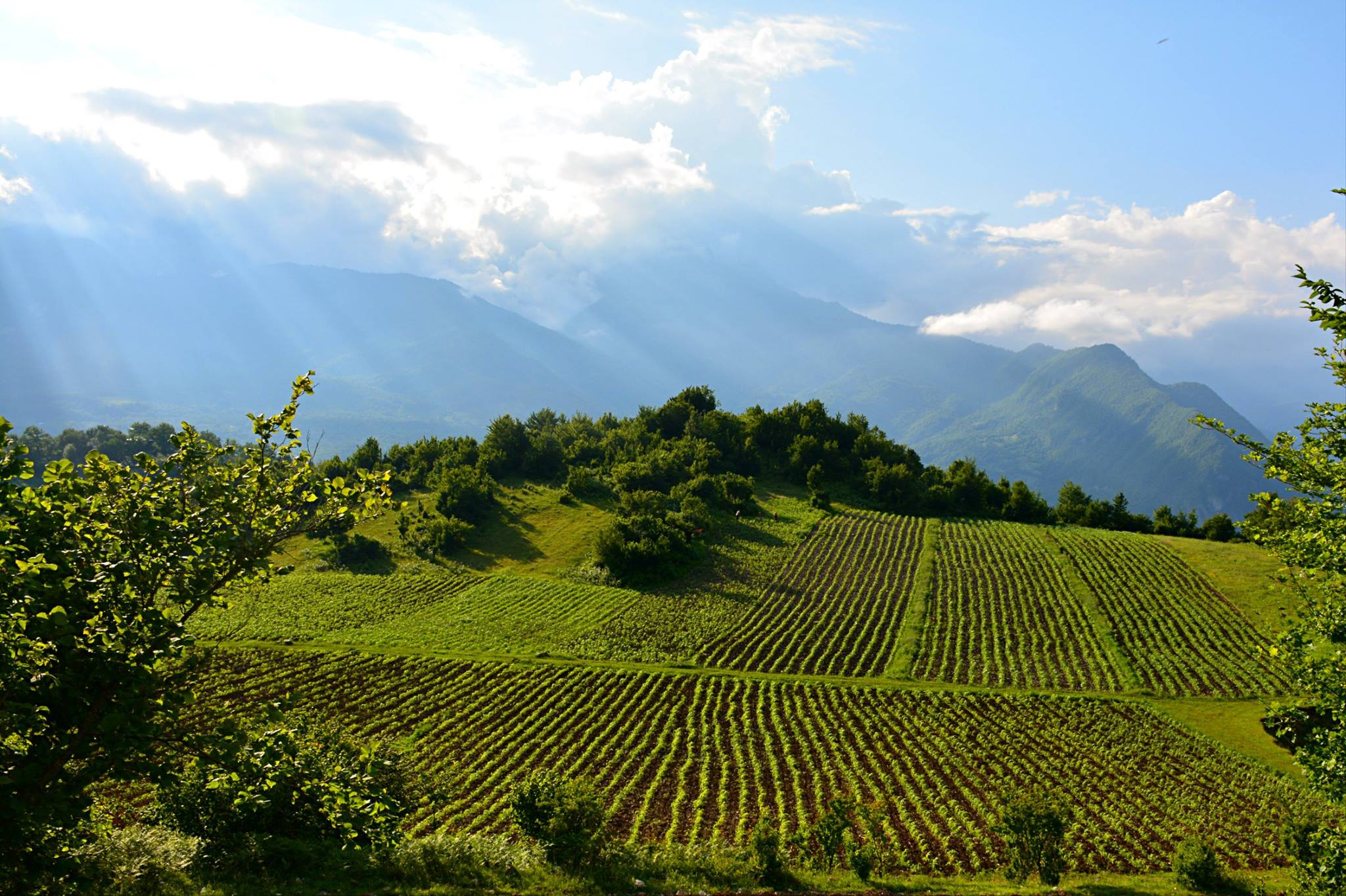
Виноградники Окуреши

### Социальная структура

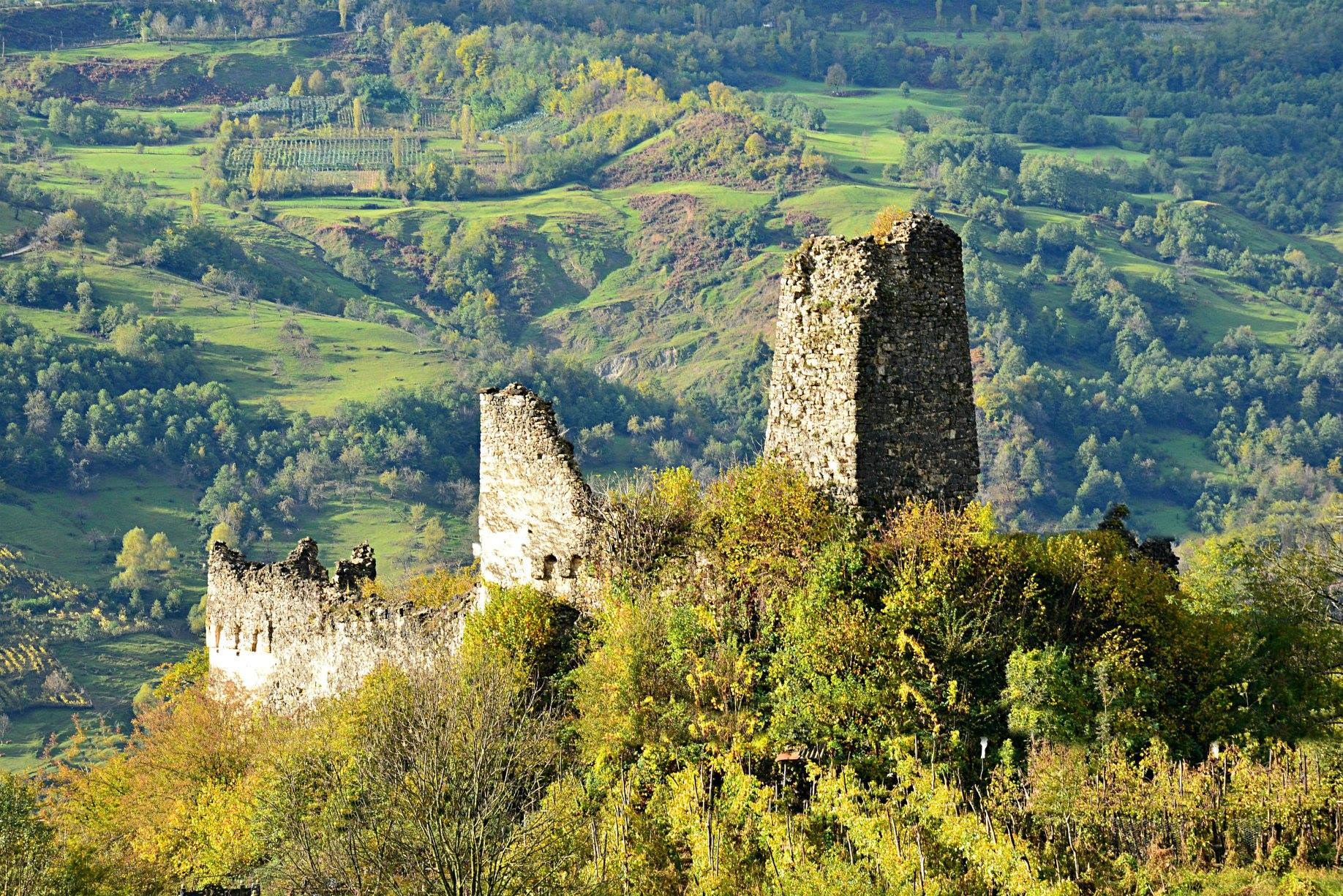
Замок Орбели

Социальная структура или иерархия Ахвледиани выглядит разносторонне, потому что вбирала в себя все слои общества -крепостных,  духовенство,  дворян и князей. Князьями были в основном лечхумские Ахвледиани. В селе Агви ( Цагерский район) находилось их родовое гнездо. Различные справки и документы об Ахвледиани с XIX века встречаются в церковных записях, которые хранятся в центральном историческом архиве Грузии и центральном архиве Кутаиси. По архивным данным на 1904 год князья Ахвледиани владели поместьями с крепостными в деревнях: Алпана, Ачара, Зогиши, Цагера, Гвардиа. Дворяне Ахвледиани были расселены: в Кенаши, Санорчи, Агви, Накуралеши, Наспери, Ласхани, Лесинди, Дехвири, Чхутели, Лухвано и Зогиши. 
Согласно «Церковным исповедям», в первой половине ХlX века Ахвледиани представляли так называемые государственные дворяне и княжеские дворяне. В середине века в Грузии сформировалось три группы «азнауров». Государственные дворяне («престольные дворяне») пользовались большими привилегиями и влиянием, чем церковные и княжеские дворяне.  Зависимость основывалась на том, что азнаура «держало» поместье господина.  Дворянин имел право уйти в том случае, если он отказывался от земли и живущих на ней крепостных. С XIX века правительство России сделало этим дворянам так называемое перечисление/переход в казённую ведомость и они стали именоваться государственными дворянами. 
Миграция Ахвледиани из Лечхуми в соседние Рачу, Имерети, Самегрело, Гурию, Аджарию и другие районы происходила из-за различных социально- экономических причин.

### Современный этап
По состоянию на 1997 г. 4531 человек носило фамилию Ахвледиани: 
| Населённый пункт | Численность носителей (чел.) |
| ---------------- | ---------------------------- |
| Тбилиси          | 1171                         |
| Кутаиси          | 1026                         |
| Цагери           | 670                          |